# نانسي كارترايت
نانسي كارترايت (بالإنجليزية: Nancy Cartwright)‏ (من مواليد 25 أكتوبر 1957) هي ممثلة أفلام وتلفزيون كوميدية، وممثلة صوتية أمريكية.
وهي مشهورة بتمثيلها الصوتي لشخصية بارت سيمبسون في المسلسل الأمريكي المشهور عائلة سيمبسون، تقوم كارترايت بتمثيل الصوتي لشخصيات عدة، منها شخصيه نيلسون مونتز ورالف وللغم.
مكان ولادة نانسي كارترايت هي مدينة دايتون في ولاية أوهايو، بعدها قامت كارترايت بالنقل إلى هوليوود عام 1978 وتدربت على التمثيل الصوتي من داوس بتلر، دورها الاحترافي الأول كان تمثيل صوت جلوريا في المسلسل التلفزيوني ريتشي ريتش، وبعدها أكملت مشوارها المهني مع دور البطولة في المسلسل التلفزيوني ماريا روز وايت (في عام 1978) وبعد ذلك كان فلمها المشهور الأول باسم منطقة الشفق: الفلم. (في عام 1983).
بعد البحث المتواصل عن فرصة عمل للتمثيل، في عام 1987, قامت كارترايت بالتقدم لدور في المسلسل التلفزيوني الشهير عائلة سيمبسون، كان الفلم عن عائلة فوضوية، تقدمت نانسي كارترايت لدور ليسا سيمبسون، الطفلة الوسط في العائلة، ولكن عندما بدأت العمل، وجدت نفسها تمثل صوت بارت (أخ ليسا).

## بداية حياتها
نانسي كارترايت ولدت في مدينة دايتون (في شهر أكتوبر عام 1957)، الابنة الرابعة لفرانك وماريا كارترايت الذين ليدهم 6 أولاد.

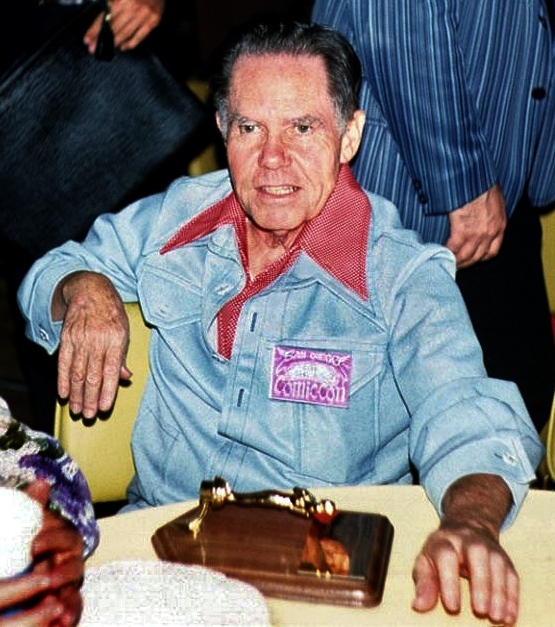
داوس بتلر كان معلم كارترايت وساعدها على أن تصبح ممثلة أصوات.

## وصلات خارجية
- نانسي كارترايت على موقع IMDb (الإنجليزية)
- نانسي كارترايت على موقع ميتاكريتيك (الإنجليزية)
- نانسي كارترايت على موقع روتن توميتوز (الإنجليزية)
- نانسي كارترايت على موقع قاعدة بيانات الأفلام العربية
- نانسي كارترايت على موقع ألو سيني (الفرنسية)
- نانسي كارترايت على موقع ميوزك برينز (الإنجليزية)
- نانسي كارترايت على موقع تيرنر كلاسيك موفيز (الإنجليزية)
- نانسي كارترايت على موقع أول موفي (الإنجليزية)
- نانسي كارترايت على موقع قاعدة بيانات الأفلام السويدية (السويدية)
- نانسي كارترايت على موقع إن إن دي بي (الإنجليزية)